# Беков, Руслан Мухамедович
Русла́н Мухаме́дович Бе́ков (22 декабря 1953, Кызбурун II, Кабардино-Балкарская АССР — 17 августа 2023) — советский футболист и тренер, нападающий. С 2006 по 2011 год был инспектором на матчах второй лиги российского первенства.

## Карьера

### Клубная
Начал заниматься футболом в команде селения Баксан, откуда в 1976 году был приглашён в основную команду нальчикского «Спартака». В составе нальчан Руслан выступал на протяжении десяти лет и завершил выступления в 1985 году. Всего за команду Руслан провёл более 340 встреч. 22 августа 1985 года в выездном поединке против майкопской «Дружбы» (2:1) Руслан установил уникальное достижение в истории нальчикского клуба. Он забил свой сотый мяч в составе нальчан в ворота соперников. Руслан шесть раз становился лучшим бомбардиром команды по итогам сезона, а его достижение в 26 забитых мячей за сезон на протяжении шестнадцати лет оставалось непревзойдённым. Беков считается одним из лучших футболистов за всю историю команды. В 2012 году наряду с другими ветеранами футбола республики Руслан был удостоен награды «За развитие футбола».

### Тренерская
Перед началом сезона 1991 года по предложению Анатолия Алдышева вошёл в тренерский штаб родной команды, став вторым тренером. В сентябре того же года после отставки Ивана Николаева был назначен главным тренером коллектива, но по окончании сезона покинул свой пост.

## Достижения и награды
- Победитель зонального турнира среди команд второй лиги (2): 1977, 1978.
- Лучший бомбардир ФК «Спартак» (Нальчик) (6): 1977, 1978, 1980, 1981, 1982, 1984.
- Награждён медалью «За развитие футбола»[6].

## Статистика выступлений
| Команда           | Сезон            | Чемпионат        | Чемпионат | Чемпионат | Кубок | Кубок | Прочее | Прочее | Итого | Итого |
| Команда           | Сезон            | Уров.            | Игры      | Голы      | Игры  | Голы  | Игры   | Голы   | Игры  | Голы  |
| ----------------- | ---------------- | ---------------- | --------- | --------- | ----- | ----- | ------ | ------ | ----- | ----- |
| Спартак (Нальчик) | 1976             | II               | 32        | 2         | 0     | 0     | 0      | 0      | 32    | 2     |
| Спартак (Нальчик) | 1977             | III              | 41        | 26        | 2*    | 2     | 3+2*   | 1+1    | 49*   | 29    |
| Спартак (Нальчик) | 1978             | III              | 27*       | 20        | 2     | 0     | 2      | 0      | 31*   | 20    |
| Спартак (Нальчик) | 1979             | II               | 45        | 8         | 5     | 0     | 0      | 0      | 50    | 8     |
| Спартак (Нальчик) | 1980             | II               | 46        | 7         | 5     | 0     | 0      | 0      | 51    | 7     |
| Спартак (Нальчик) | 1981             | III              | 29        | 12        | 2     | 0     | 0      | 0      | 31    | 12    |
| Спартак (Нальчик) | 1982             | III              | 30        | 9         | 0     | 0     | 0      | 0      | 30    | 9     |
| Спартак (Нальчик) | 1983             | III              | 7         | 1         | 0     | 0     | 0      | 0      | 7     | 1     |
| Спартак (Нальчик) | 1984             | III              | 27        | 11        | 3     | 0     | 0      | 0      | 30    | 11    |
| Спартак (Нальчик) | 1985             | III              | 30        | 5         | 0     | 0     | 0      | 0      | 30    | 5     |
| Всего за карьеру  | Всего за карьеру | Всего за карьеру | 314*      | 101       | 19*   | 2     | 7*     | 2      | 340*  | 105   |

Примечание: знаком * отмечены ячейки, данные в которых, возможно, неполные из-за отсутствия протоколов первенства 1978 года, а также протоколов кубка РСФСР и стыковых матчей за право выхода в первую лигу 1977 года.
Источники:
- Статистика выступлений взята из книги: Морозов И. А. История Кабардино-Балкарского футбола. Часть 2 (1959—1991). — Астрахань, 2006. — 278 с.

## Статистика в качестве главного тренера
| Клуб                | Страна    | Начало работы    | Окончание работы | Результаты | Результаты | Результаты | Результаты | Результаты | Результаты | Результаты |
| Клуб                | Страна    | Начало работы    | Окончание работы | И          | В          | Н          | П          | В %        | Н %        | П %        |
| ------------------- | --------- | ---------------- | ---------------- | ---------- | ---------- | ---------- | ---------- | ---------- | ---------- | ---------- |
| «Спартак» (Нальчик) | Флаг СССР | 24 сентябрь 1991 | 6 ноября 1991    | 9          | 4          | 2          | 3          | 44.45      | 22.22      | 33.33      |

Источники:
- Статистика выступлений взята из книги: Морозов И. А. История Кабардино-Балкарского футбола. Часть 2 (1959—1991). — Астрахань, 2006. — 278 с..